# Hirondelle de Thuringe
Le pigeon hirondelle de Thuringe est une race de pigeon domestique originaire de Thuringe en Allemagne. Cette race a été fixée au cours du XIXe siècle. Elle est très répandue en Europe chez les éleveurs grâce à ses qualités de vol et surtout grâce à la beauté de ses couleurs. Elle est classée dans les pigeons de couleur.

## Description
L'hirondelle de Thuringe ressemble par sa forme à une colombe puissante. Elle peut porter une huppe ou non. La tête est ronde avec un crâne large et un cou moyen et si elle a une huppe, celle-ci est droite et bien visible et se termine en rosettes aux oreilles. L'œil est noir et entouré de chair rouge. Le bec est plutôt droit, long et fin et de couleur claire sauf pour les variétés noires ou bleues. Le corps est horizontal avec une  poitrine forte et un dos légèrement incliné. Le plumage du manteau est serré et les douze plumes de la queue sont bien fermées ; les ailes ne doivent atteindre la queue.
Cette race reconnaît vingt-six coloris différents, pour les ailes et le crâne, le corps étant toujours blanc, ainsi que les cuisses. La variété huppée noire était autrefois très présente dans les expositions, mais elle est moins présente aujourd'hui.

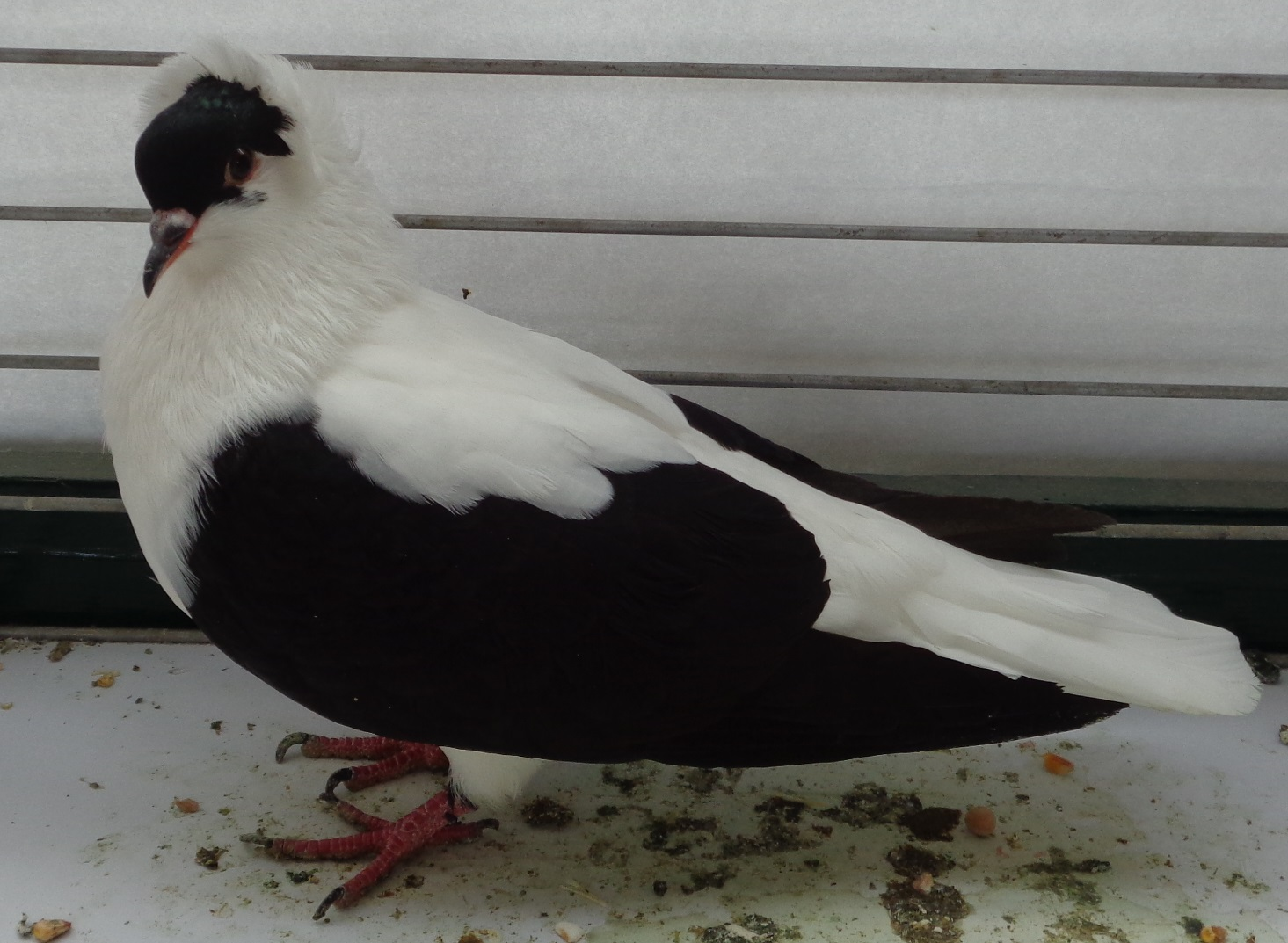
Hirondelle de Thuringe noir
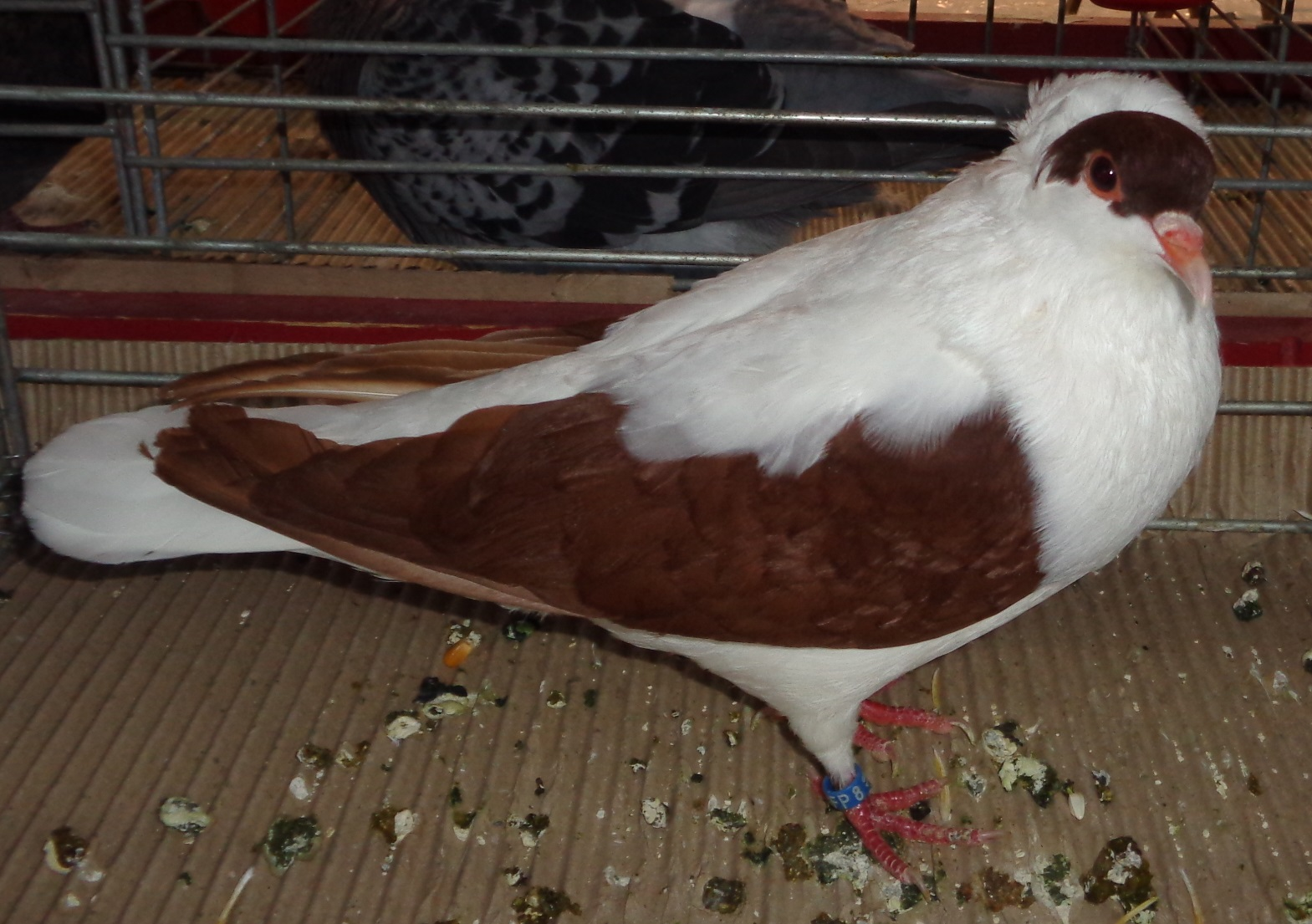
Hirondelle de Thuringe rouge

### Races domestiques originaires de Thuringe
- Âne de la forêt de Thuringe
- Barbu de Thuringe
- Bouclier de Thuringe
- Chamois de Thuringe
- Chèvre de Thuringe
- Selle de Thuringe